# 澳洲医保基金公司
澳洲医保基金公司（英文：The Hospitals Contribution Fund of Australia HCF）是一间建立于1932年的澳洲保险公司。其主要业务包含医疗健康保险，人寿保险，旅行保险和宠物保险。该公司的总部在悉尼。